# Augusto de Lima
Augusto de Lima é um município brasileiro do estado de Minas Gerais localizado às margens da BR-135 entre as regiões de Corinto e Buenópolis, emancipado em 1 de março de 1963 sua população recenseada em 2022 era de 4 538 habitantes.